# Great Burgan
Con Great Burgan si indica un'area geografica del Kuwait in cui si troverebbe la maggior riserva di petrolio del paese, stimata in circa 70 miliardi di barili. Viene considerato il secondo campo petrolifero al mondo.
Il Great Burgan comprende i giacimenti Burgan, Al-Maqwa, e Al-Ahmadi che si trovano a sud di Kuwait City. Questi tre giacimenti insieme pompano il greggio in 14 depositi di petrolio.